# Satu Nou, Bihor
Satu Nou (înainte Chiughiu, în maghiară: Kügypuszta sau Kügyipuszta) este un sat în comuna Tămășeu din județul Bihor, Crișana, România.